# بییانوئبا د دوئرو
بییانوئبا د دوئرو (به اسپانیایی: Villanueva de Duero) یک شهرستان در اسپانیا است که در استان وایادولید واقع شده‌است.